# グレン・マーシュ
グレン・マーシュ（GLEN MARSH、1972年8月12日 - ）は、ニュージーランド・ロトルア出身の元ラグビー選手。トップリーグのNECグリーンロケッツに所属した。

## プロフィール
- ポジションはフランカー(FL)。
- 身長 188 cm、体重 102 kg
- 日本代表キャップは3。（2015年7月現在）
- 双子の弟であるトニー・マーシュは、フランス代表として2003年W杯に出場した。

## 経歴
マヌレワ高校卒業後、2001年に来日しNECの一員となる。2003年には日本選手権で初タイトルに貢献。以来トップリーグなどにおいてもタイトル獲得の原動力となっている。
2007年、日本代表のメンバーに選出された。過去にオールブラックスのA代表に選出された経歴を持つが、A代表としての試合出場がないことが確認された。テストマッチには登録されたものの、代表資格がないことがわかり最終的には2007年W杯出場できず。
2009年、現役を引退し、2年間NECのコーチを務めた。